# John White (colon)
Pour les articles homonymes, voir John White et White.

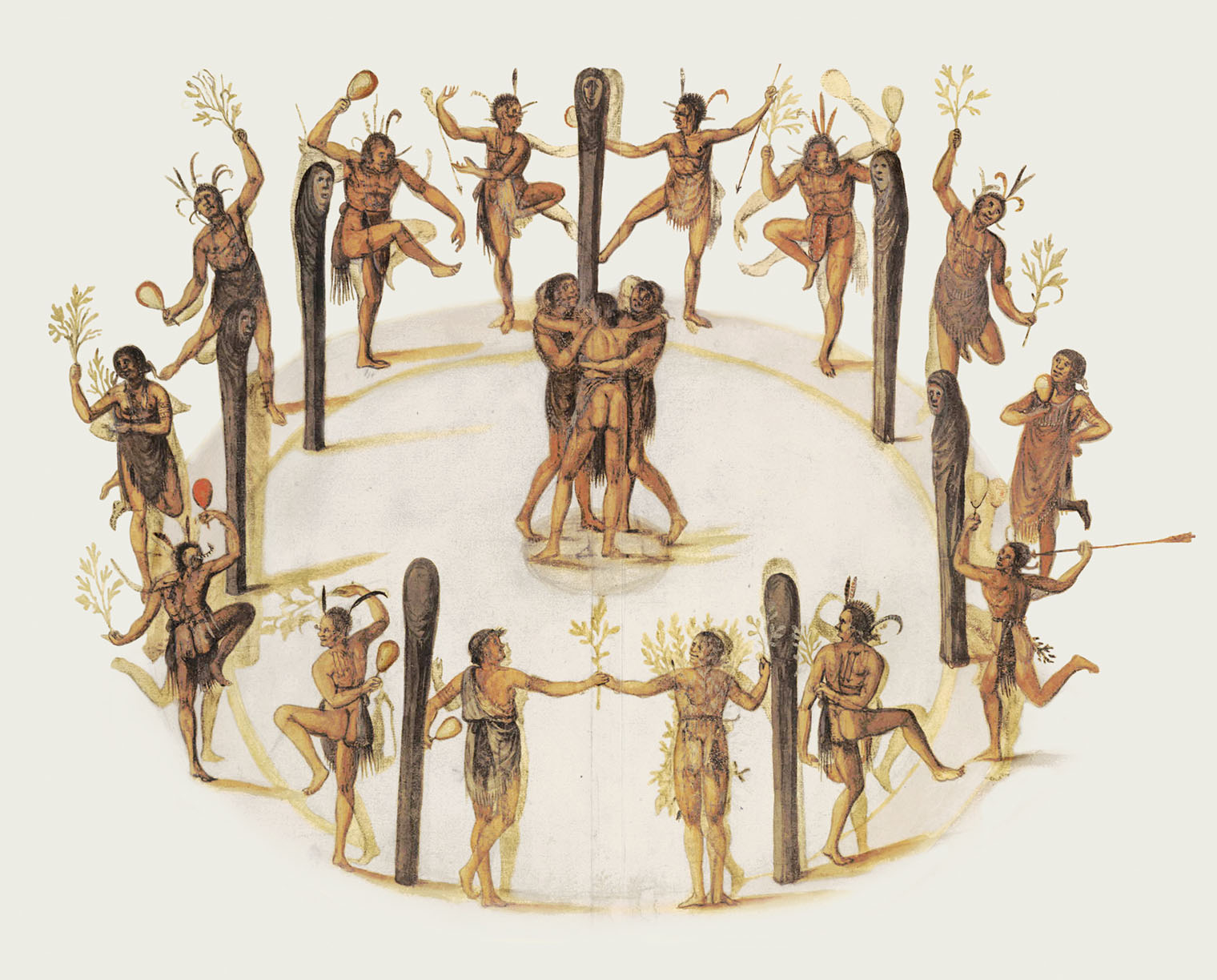
Dessin de John White représentant une danse rituelle des autochtones Powhatan sur l'île de Roanoke, dans les Outer Banks.

John White (vers 1540 - après 1593), dessinateur et géomètre anglais, prit part aux toutes premières tentatives de colonisation anglaise en Amérique du Nord. Ses dessins de la faune et des hommes peuplant les côtes de Caroline du Nord comptent au nombre des plus anciennes sources iconographiques relatives à l'Amérique du Nord.

## Biographie

### L'exploration de 1585-1586
John White, géomètre et « portraitiste », fit partie de l'expédition financée en 1585 par Walter Raleigh et menée par Richard Grenville vers les côtes d'Amérique du Nord. Grenville et ses hommes établirent leurs quartiers dans une île des Outer Banks, Roanoke. Ils explorèrent les estuaires continentaux sur quelques dizaines de kilomètres, et Grenville prit possession des terres au nom de la reine d'Angleterre, baptisant le pays « Virginie ». Après une année de survie dans l'île de Roanoke au milieu d'autochtones algonquiens, John White fut rapatrié en Angleterre grâce au détour que Francis Drake fit faire à ses navires au retour du sac d'Hispaniola dans les Antilles en 1586. Au cours de son séjour dans l'île de Roanoke, White avait exécuté ses célèbres aquarelles du paysage et des peuples autochtones. Ces dessins, réimprimés plus tard par Théodore de Bry, annoncent les planches naturalistes des explorateurs de la fin du XVIIIe siècle qui accompagneront les Bougainville et les La Pérouse.

### La «colonie perdue» (1587)
En 1587, Sir Walter Raleigh organisa une seconde campagne de colonisation vers les côtes de Virginie, cette fois avec un effectif de cent douze hommes et femmes, dont de nombreux artisans spécialisés. White, « Gentleman of London », fut choisi comme gouverneur de cette colonie de Roanoke nouvellement créée. White, avec treize autres notables, forma un conseil nommé “The Governor and Assistants of the Citie of Raleigh of Virginia”. Sa fille Eleanor Dare (née White), donna naissance au premier enfant anglais au Nouveau Monde, une fille nommée Virginia Dare. Par suite de dissensions avec les Amérindiens, la colonie commença à souffrir de disette au bout de quelques mois et le conseil décida que White devait retourner en Angleterre réclamer des ravitaillements. Toutefois, une fois revenu en Angleterre, le gouverneur ne put accomplir sa mission car l'Angleterre était à présent sur le pied de guerre, dans l'attente d'un débarquement espagnol. Après la défaite de l'Invincible Armada (1588), White et Raleigh mirent deux années à réarmer une flotte et à rassembler des provisions. Lorsqu'enfin White refit voile vers Roanoke en août 1590, il découvrit l'île désertée. Contraint par les tempêtes d'abandonner la recherche de survivants sur les autres îles de l'archipel, il repartit pour Plymouth, qu'il atteignit le 24 octobre 1590. Il ramenait un Aborigène de Virginie, qu'on installa à Bideford.

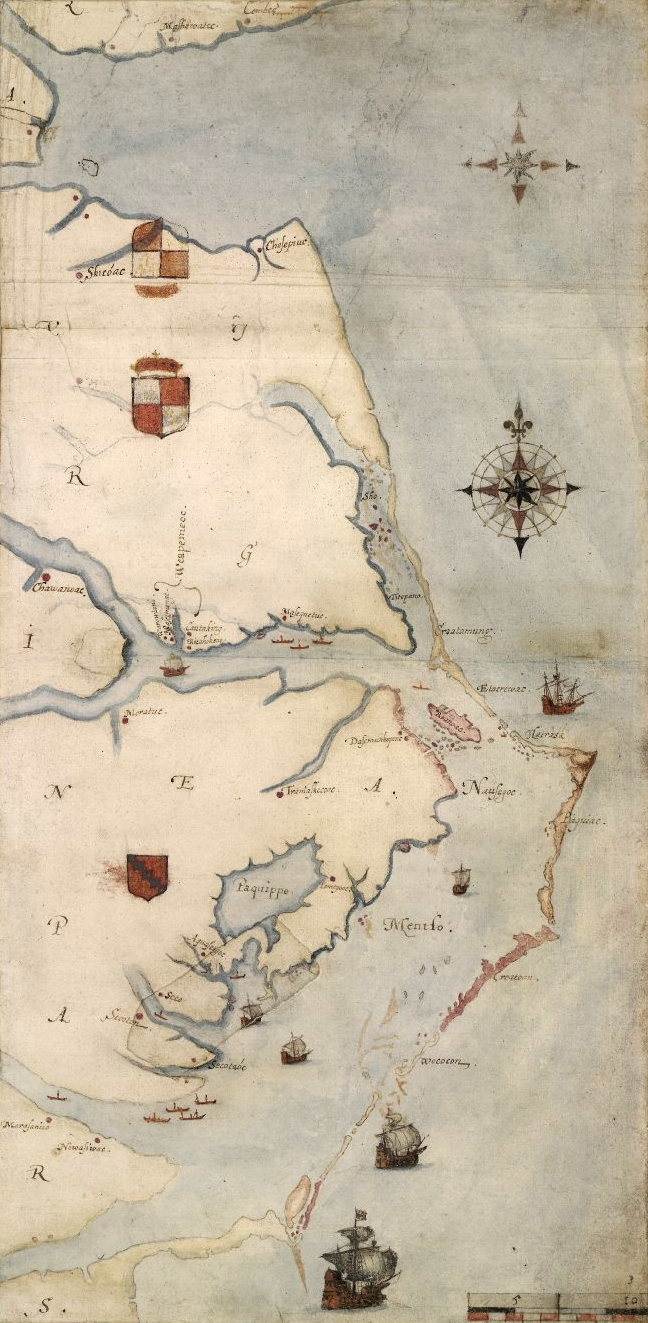
Carte de la côte de Caroline du Nord, par John White

### Retour en Angleterre
On sait peu de choses de la vie de White après l'échec de la colonie de Roanoke. Il vécut à Plymouth,, et possédait également une maison à Newtowne, dans la province de Kylmore (Kilmore, Comté de Cork), en Irlande. Il semble avoir été employé en Irlande à dresser le détail des parcelles affermées par Walter Raleigh aux colons anglais. Le dernier manuscrit connu de White est une lettre qu'il écrivit d'Irlande en 1593 à l'imprimeur publiant ses gravures.

## Sa famille
Un acte notarié daté de mai 1606, attestant qu'une certaine Bridgit White est nommée curatrice au nom de son frère « John White » peut se référer au premier gouverneur de Roanoke. Bridgett White est également le patronyme de la seconde épouse de Robert Wight (1578–1617), résidant à Hareby, dans le Lincolnshire. Comme ce même Robert Wight était également le fils d'un obscur John Wight (né vers 1552) et le père d'Elizabeth Wighte (1606-1671), que l'on présume avoir été l'ex-femme de Nathaniel Eaton (1610-1674), le premier professeur de Harvard College, au Massachusetts, il est possible que Bridgit White, la sœur du gouverneur de la colonie de Roanoke, ne soit autre que Bridgett White, l'épouse en secondes noces de Robert Wight.
On sait également par un acte notarié qu'Ann Barlow (†1665) de Petersfield (Hampshire), épousa en secondes noces un dénommé Josias White (1573–1622) de Hornchurch dans le comté d'Essex. Cet homme était le fils de John White (1540, † avant le 30 septembre 1618), résidant à Stanton St John, comté d'Oxford. Or, Ann Barlow épousa par la suite Francis Drake (1573–1634) de Walton, dans le comté de Surrey, qui était un neveu du célèbre Sir Francis Drake (1540–1596). Josias White était d'ailleurs le petit-fils d'un autre John White (†1580), dont les parents étaient proches de la cour, comme le Dr Thomas White (1514–1588), « Lord Warden » du New College d'Oxford qui conserva sa charge sous le règne d'Élisabeth Ire, bien qu'il fût un catholique déclaré.
On a pu conjecturer enfin qu'Ann Barlow était une parente du capitaine Arthur Barlowe (1550–1620), l'un des deux marins chargés par Raleigh de reconnaître les côtes d'Amérique du Nord en 1583-84, et qui commandait le navire emmenant John White en 1585 vers la Virginie.

### Sources primaires
- Charles Edward Banks, The Planters of the Commonwealth (1930, 1st ed. no. 668 of 758) p. 87 [ship's list of the Mary & John, sponsored by the Rev *John White (1575–1648) of Dorchester and departed Plymouth on March 20 , 1630 ]
- Thomas Harriot, Voyages en Virginie et en Floride... (édition de 1927)

### Sources secondaires
- Giles Milton, Big Chief Elizabeth : The Adventures and Fate of the First English Colonists in America  (ISBN 0-374-26501-1)
- Frances Rose-Troup, John White, the Patriarch of Dorchester and the Founder of Massachusetts 1575 - 1648 (1930)
- Paul Hope Hulton, America 1585: The Complete Drawings of John White (1984)
- Arthur Wilmot Ackerman, Reverend John White of Dorchester... (1929)
- Thomas Perrin Harrison, The First Water Colors of North American Birds (John White and Edward Topsell) (1964)
- Thomas Hariot, A Briefe and True Report of the New Found Land of Virginia (1590) [édition intégrale de Théodore de Bry en 15 vol. ]
- John Hill Wheeler, Historical Sketches of North Carolina, from 1584 to 1851, vols I et II (1851)
- Kim Sloan and Joyce E. Chaplin (éd.), A New World: England’s first view of America (2007  (ISBN 0714126500), British Museum Press, London), catalogue de l'exposition du British Museum (mars-juin 2007) consacrée aux dessins de John White

## Source de traduction
- (en) Cet article est partiellement ou en totalité issu de l’article de Wikipédia en anglais intitulé « John_White (surveyor) » (voir la liste des auteurs).